# Изобразительное искусство Болгарии

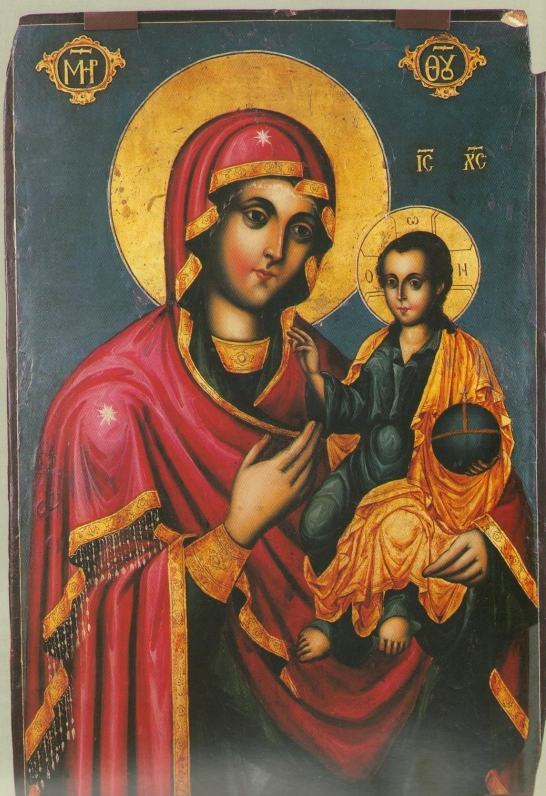
Икона Девы Марии со Христом, Фома Вишанов

Развитие изобразительного искусства на территории Болгарии насчитывает много веков. Шедевры болгарского изобразительного искусства стали значимой частью болгарской культуры, а также оставили след в мировой художественной культуре.

## Изобразительное искусство Болгарии в Средние века
Многие сохранившиеся памятники Болгарского искусства относятся к античной и ранневизантийской эпохе, среди которых росписи в Казанлыке, датируемые IV в. до н. э. Однако, национальное болгарское искусство формируется только ко времени Первого Болгарского царства.
Оформление феодальных отношений в Болгарии было завершено к IX в. После крещения болгар в 865 году в Болгарии становится сильнее византийское влияние, которое в то же время переплетается с местными традициями.
Во время господства Византии в Болгарии замирают старые культурные центры. Росписи гробницы Бачковсковского монастыря 1083-84 гг. и фрески в г. Нерези 1164 г. являются наиболее характерными для того периода памятниками искусства, которые выполнены в византийском стиле. На фреске в Бачковской гробнице изображены Богоматерь с младенцем Христом, архангелы, диаконы Евпл и Стефан, апостолы Пётр и Павел и другие святые. В композиции также присутствуют сцены Страшного суда, Причащения, Видение Иезекииля.
В эпоху Второго Болгарского царства 1185—1393 гг. зарождается тырновская школа живописи для которой было характерно стремление к изяществу и декоративному блеску. О развитии искусства в то время свидетельствуют многочисленные фрески в церквях г. Тырново. Композиции фресок полна деталей, а образы отличаются смелой характеристикой. Среди персонажей можно выделить много воинов-святых. Их одежды переданы в деталях, колорит фресок изыскан, а фигуры изящны. Ярким памятником тырновской школы являются фрески написанные в Боянской церкви.
Боянская церковь расписана в традиционном стиле: в куполе Христос Пантократор, на парусах — евангелисты, в абсиде — Богоматерь, по стенам и на сводах — праздники. Однако, в роспись были внесены и новые детали. Образы святых Дамьяна, Ефрема, Федора Тирона и Лаврентия отличаются острыми характеристиками. Стоит отметить, что в сценах из жизни Христа, Марии и чудотворца Николая Мирликийского фигурирует множество бытовых деталей той эпохи. Так, в сцене «Тайной вечери» показаны лежащие на столе чеснок и репа, характерные для болгарской национальной трапезы.
Периодам последнего расцвета тырновской школы является XIV вв. В XIII—XIV вв. были созданы фрески в церкви Земенского монастыря и фрески церквей в сёлах Колотино и Беренде. К XIV в. относятся фрески пещерной церкви, вблизи с. Иванова. В них виден возросший интерес к изображению нагого тела, который переплетается с местными традициями.
Турецкое завоевание в конце XIV в. нанесло сильный удар как по изобразительному искусству, так и по искусству Болгарии в целом. Оно положило конец расцвету старого болгарского искусства. Многие художники бежали в Россию, Сербию и Румынию. Однако, в Османской империи началось сравнительно мирное время во второй половине XV в., что поспособствовало наиболее благоприятным условиям для развития болгарской культуры, в том числе и изобразительного искусства.
Фрески, которые представляют художественную ценность можно встретить в маленьких церквях, главным образом находящихся на окраине страны. Например, в Драгалевском и Погановском монастырях. В этих фресках можно увидеть некоторое усиление реалистических черт повествования. Однако, с начала XVI в. и до конца XVIII в. в болгарском изобразительном искусстве доминирует схематизм аскетических образов.

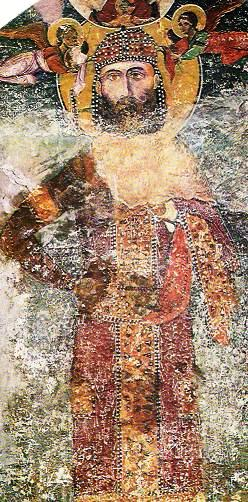
Портрет Ивана Александра из Бачковского монастыря
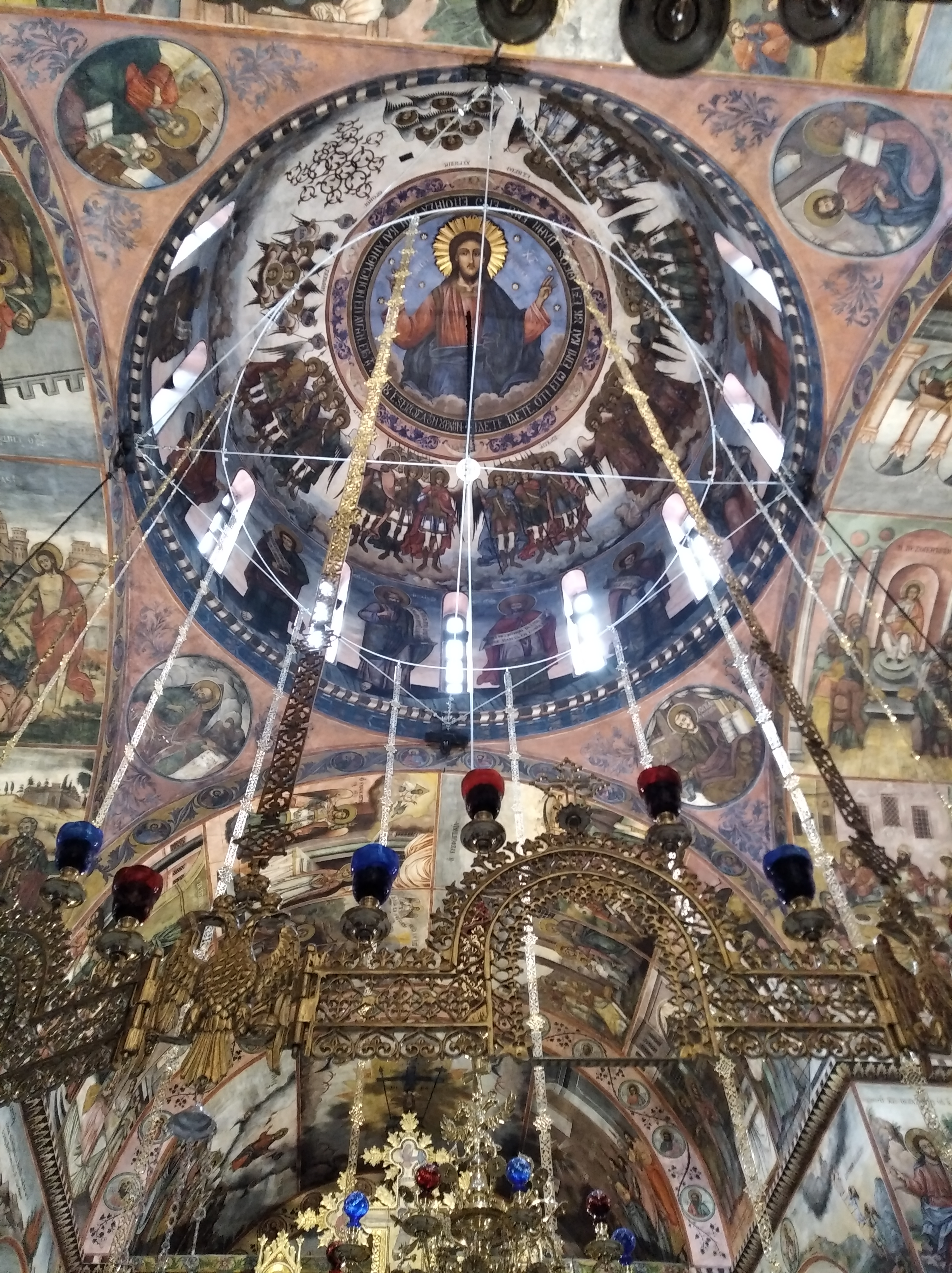
Иконы Бачковского монастыря
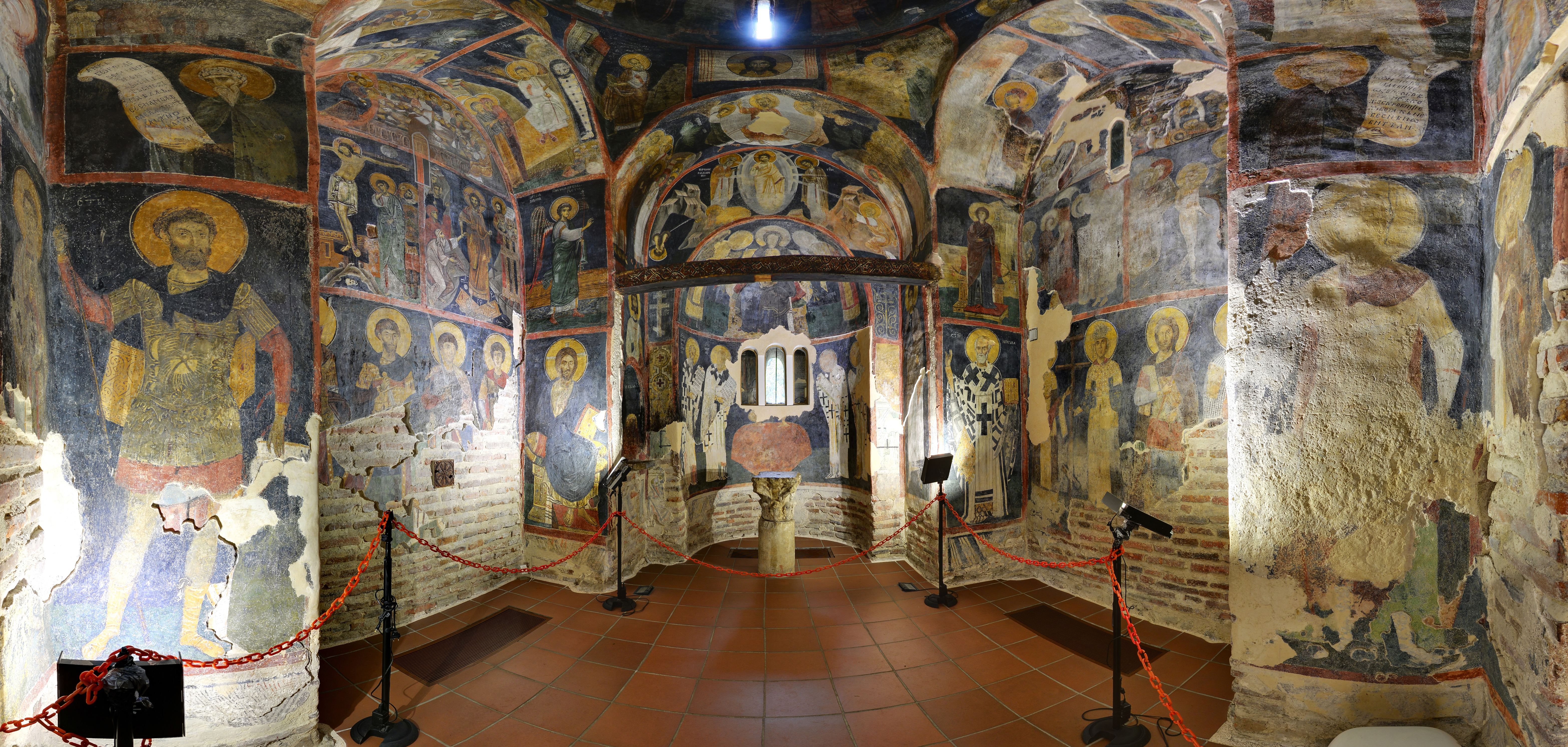
Росписи Боянской церкви
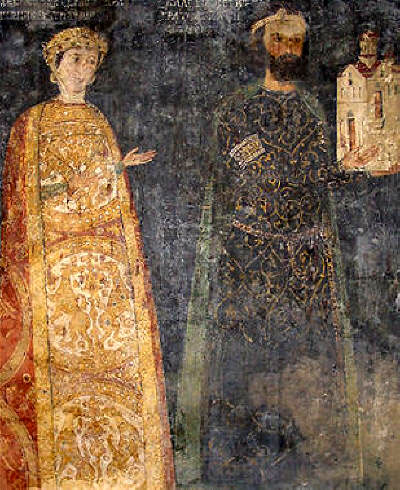
Портрет Калояна и его жены Дисиславы, фреска из Боянской церкви, Болгария, 13 век
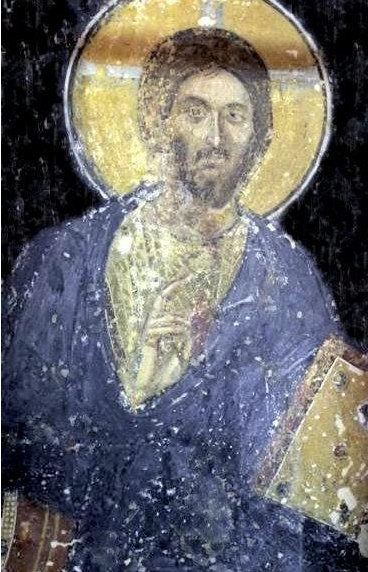
Иисус Христос Пантократор, фреска в Боянской церкви, 1259 год
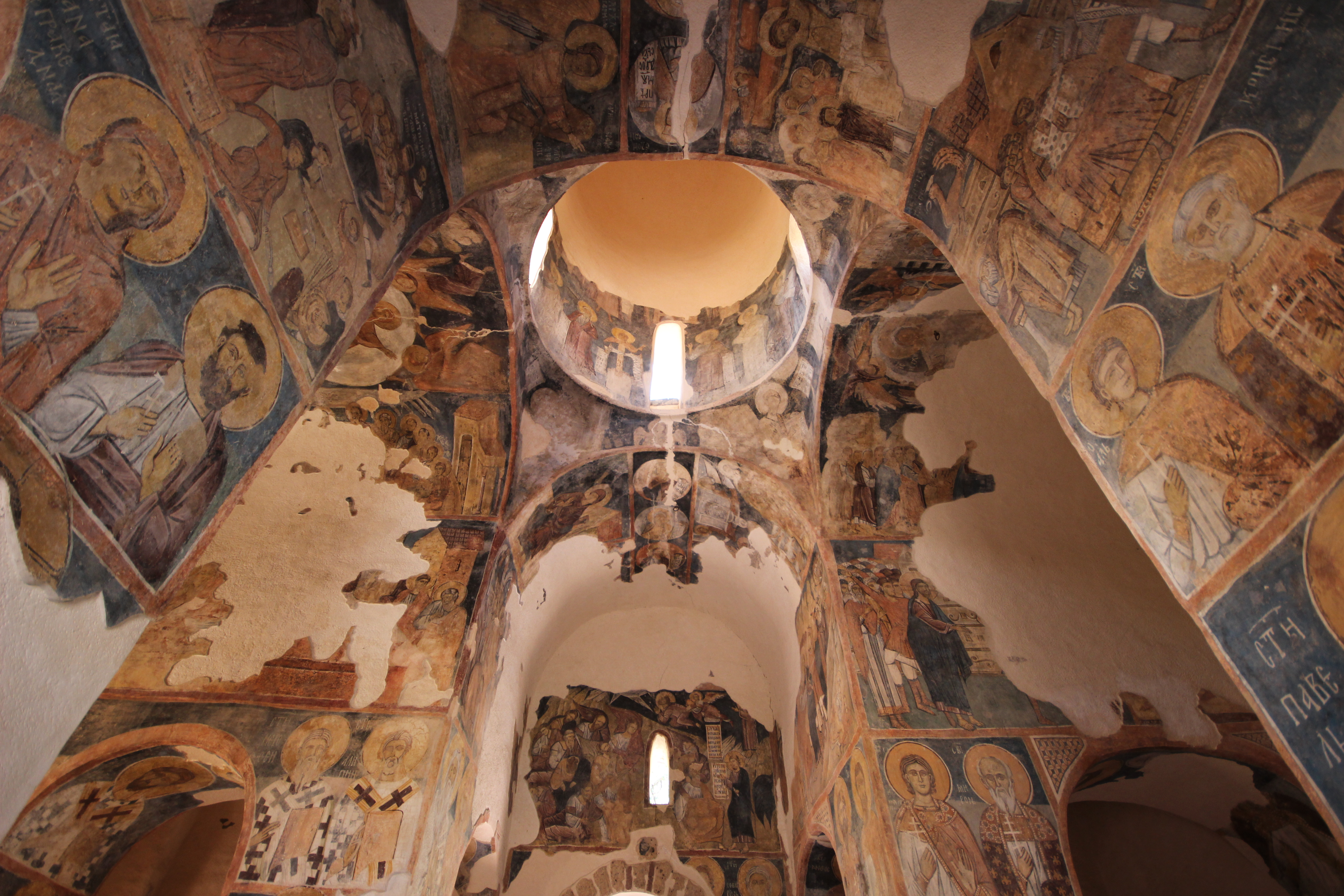
Фрески в Земенском монастыре в Болгарии
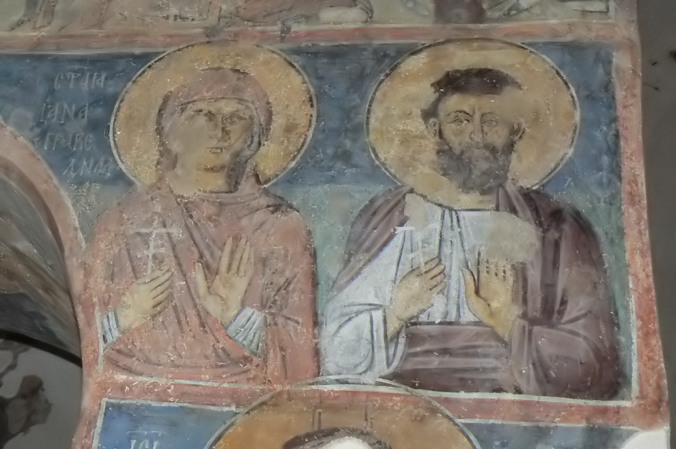
Фреска Святой Анны и Святого Иоаким в Земенском монастыре

## Изобразительное искусство в эпоху болгарского Возрождения
Восемнадцатый век ознаменовал начало болгарского Возрождения, связанного с обновлением экономических отношений, духовным процветанием и национальным ростом болгар.
В период Раннего Возрождения болгарское изобразительное искусство остаётся прочно связанным с церковью. В это время болгарские художники в большей степени занимаются написанием икон и фресок в церквях. Изобразительное искусство считается ремеслом, хотя и с привилегированным статусом, оно не изучается в учебных заведениях и очень часто художественные навыки передаются в семье от отца к сыну. Это основная причина того, что нередко профессиональная судьба нескольких поколений мужчин в роду связана с изобразительным искусством.
В период Раннего Возрождения болгарские живописцы следовали характерному для Византии традиционному церковному искусству, которое выражалось в пластичности принципов. В начале XVIII в. эти принципы были систематизированы в специальном рукописном справочнике руководство Ерминия, составленном афонским монахом Дионисием Фурна.
Монументальная живопись XVIII в. в значительной степени представляет собой традиционное искусство, в котором библейские сцены чередуйся с изображением святых. При этом ещё в некоторых из расписанных в первой половине столетия церквях чувствуется нарушение средневекового канона. Хотя они составлены строго по правилам Ерминии, они несут в себе многие особенности зарождающегося болгарского классицизма. Особенностями этого классицизма являются живость рисунка, концентрация внимания на психологических состояниях образов, ограниченность мистицизма и схематизма.
В период болгарского Возрождения в стране сложилось четыре основные художественные школы: Трявненская школа, Дебрская школа , Банская школа и Самоковская школа. Представители этих школ обошли весь Балканский п-ов, создавая прекрасные произведения живописи и резьбы по дереву, ставшие гордостью болгарской культуры.

### Трявненская школа

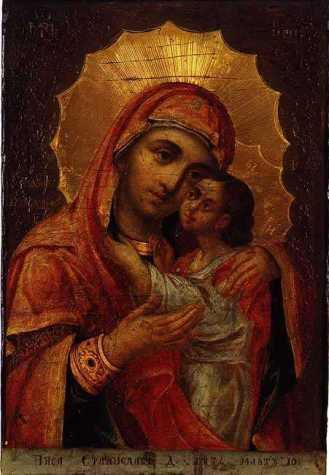
Икона Богородица с Христом, Витан Млади

Представителями трявненской художественной школы является прежде всего иконописцы. Школа получила своё название в честь города Трявна Габровской области Болгарии. Есть несколько предположений о том как появилась трявненская школа. Некоторые считают, что первыми художниками школы были местные жители города, другие предполагают, что они приехали из Самокова, Тетевена, Охрида. Важным моментом для зарождения Трявненской иконописной школы стали иконографические образцы старой болгарской столицы Тырново и близость монастыря Арбанаси. Эта школа даёт своё особое толкование византийской иконографии. Среди наиболее известных художников этой школы выделяются мастера из трёх семей — Витанови, Захариеви, Даскалови. Мастера-иконописцы и художники-монументалисты этой школы работали практически до конца XIX века. Наиболее сильно их творческое присутствие ощущается в поселениях и монастырях Центральной Северной Болгарии — Трявне, Габрово, Тырново, Дряново, Преображенском, Соколе, Троянских монастырях.
Семья Витанов из Трявны — одна из старейших и самых известных болгарских семей художников и резчиков по дереву. Эта семья насчитывает два столетия представителей и более 50 из них стали художниками. Согласно семейной истории, первым мастером был Витан Карчов, который учился в афонских монастырях и работал в первой половине XVII века. Он обучал своих детей, поэтому навыки передавались от отца к сыну. Два поколения спустя, в конце XVII в., своё искусство представили Витан Стари и Симеон Цонюв. Они обучали своих сыновей, которые в свою очередь передали свои навыки своим наследникам. Нарисованные ими образы святых каноничны и в то же время пронизаны духом нового ренессанса.
Семья Захари, также является большой семьёй потомственных иконописцев, которые представляли школу с её основания до последних лет её развития. Художники этой семьи с мастерством сумели передать специфику отдельных образов. Работы Захари Цанюв Стефанова имеют прочное художественное присутствие. Его икона Св. Модест 1869 г. из церкви в селе Оризаре отражает стремление мастера индивидуализировать изображение, достигая почти портретных характеристик. Стоит отметить, что в Трявне в XIX в. трудилось около 40 иконописных мастерских при населении города в 4000 человек. Таким образом, можно сказать, что город Трявна стал самым ранним и значимым художественным центром Болгарского Возрождения.

### Дебрская школа
Школа Дебр берёт своё начало и развивается в городе Дебр и близлежащих деревнях: Галичник, Гари, Лазарополе, Осой, Требиште, Трезонче. О школе Дебр практически не сохранилось данных, но есть свидетельства того, что некоторые художественные шедевры этой школы относятся к XVIII веку.

Самый известный художник этой школы — Дичо Зограф (1819—1872 гг.). Его иконы с изображениями болгарских святых украшали алтари ряда церквей. Он является автором икон Святых Кирилла и Мефодия, Климента Охридского, принадлежащие церквям «Св. Спас» в Скопье и «Св. Климента» в Охриде. Работы Дихо Зографа выполнены в тёплых тонах и отличаются мягким сиянием.

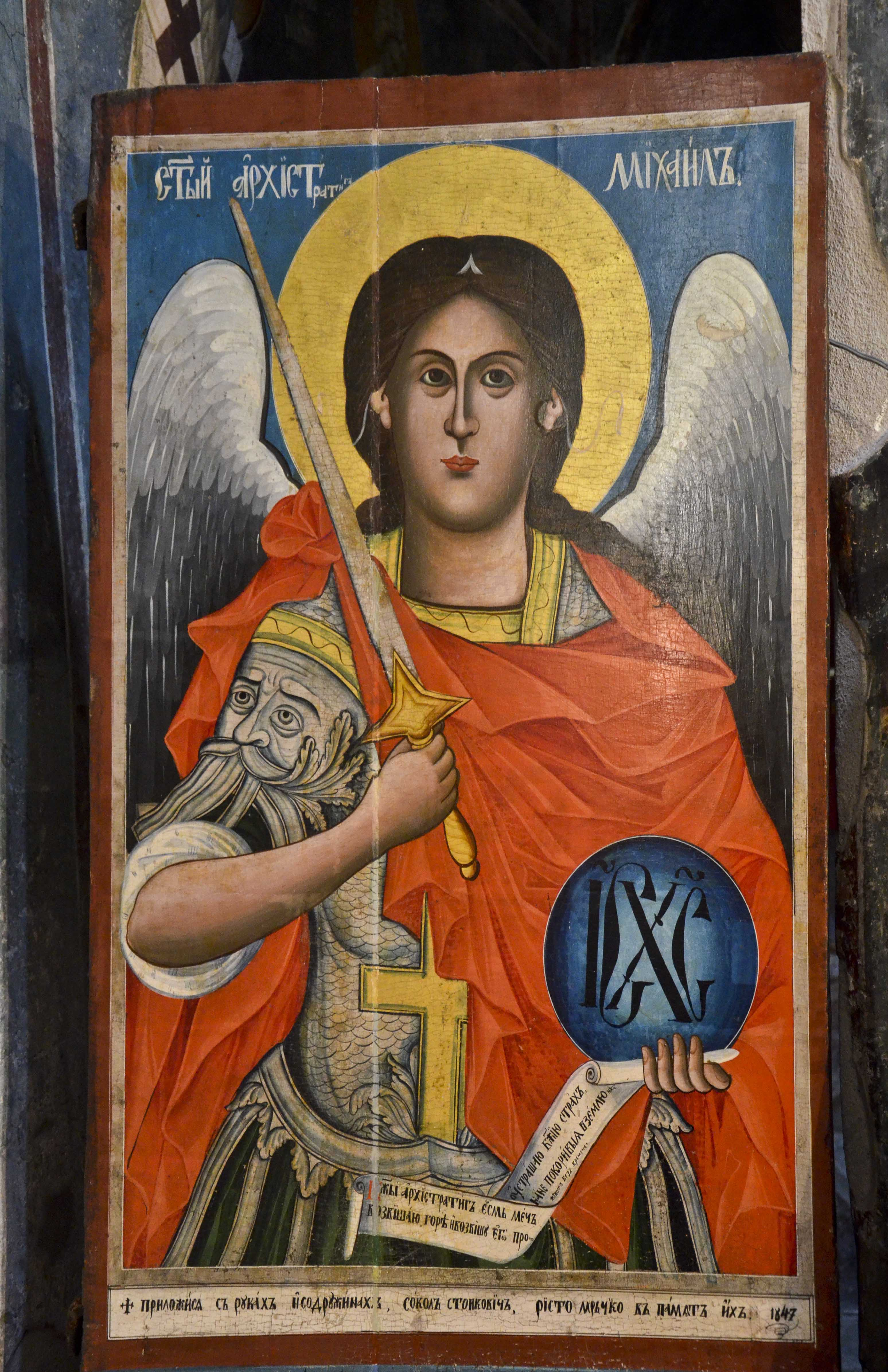
Икона Архангела Михаила, Дихо Зограф, церковь Святого Никиты в Бояне
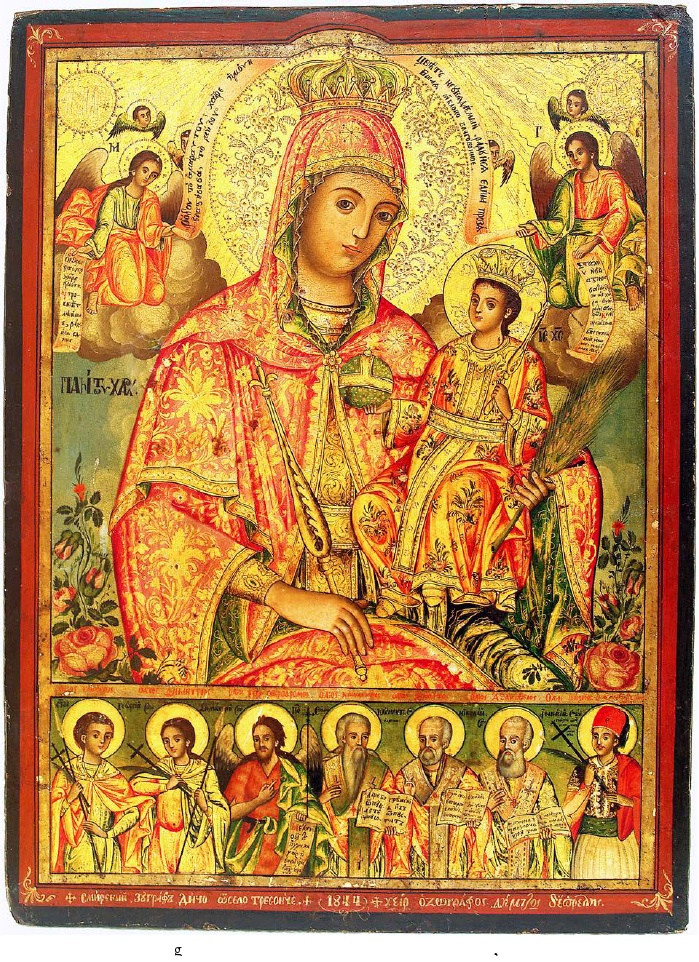
Богоматерь Пантонхара - Радость всем, Дихо Зограф, Охрид
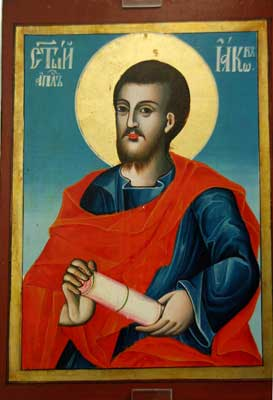
Икона Святого Якова, Дихо Зограф, церковь Святого Никиты

### Банская школа
Основателем художественной школы Банско является Тома Вишанов (ок. 1750 — неизвестно). Предполагается, что в конце XVIII века он некоторое время учился в Вене, где подался более прогрессивным взглядам, что нашло отражение в стиле его школы. После этого получает имя Молера, которое происходит от немецкого слова «художник Малер». Его необычный стиль подчёркивает работа в кладбищенской церкви Банско, которая, к сожалению, сгорела в 1958 году. Он также расписал стены церкви «Покров Богородицы» в Рильском монастыре.
После него его сын Димитр Молеров (ок. 1780—1868 гг.) вернулся к старому стилю. Постепенно он отделился от стиля отца и стал ближе к афонскому образу иконописи. Со временем молодой художник получил признание как великий мастер Болгарии. В 1835 году он расписал часовню «Архангельский собор» в Рильском монастыре и церковь в монастыре «Пчелино», а в 1839 году написал иконы в главном храме. Сын Димитрия Молерова, Симеон Молеров (1816—1903 гг.) учился иконописи у отца. Работами, которые он выполнил со своим отцом являются фрески и портреты главной церкви Рильского монастыря «Рождества пресвятой Богородицы» и часовен «Св. Николая», «Св. Ивана Рильского». Также, Симеон Молеров написал иконы в церкви «Св. Троицы» в Банско и иконы в церкви «Сретение Господне» в деревне Добрско.
Помимо семьи Молеров, в Банскую школу живописи входят ещё несколько иконописцев, объединённых так называемой «группой Арнаутов». Они работали во второй половине XIX века в основном в сельских церквях Перникского, Мельникского, Горноджумского районов. Их иконы и фрески более примитивны и наивны, но они также показывают тенденцию художников выходить за рамки некоторых средневековых канонов.

Фактически школа Банско, в отличие от других школ той эпохи, продолжала жить, как это типично для искусства, до Балканской войны.

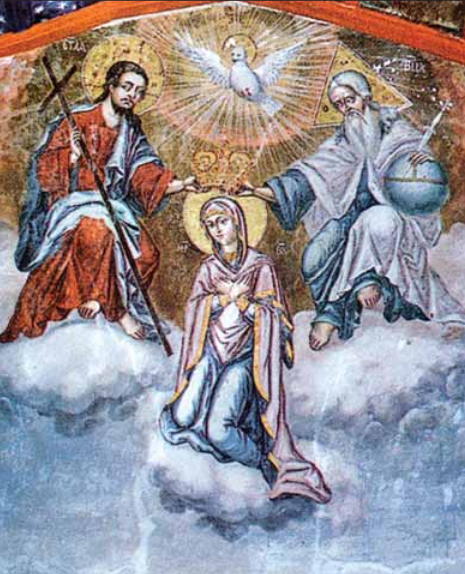
Мария с Ангелами и святыми, Тома Вишанов, Рильский монастырь
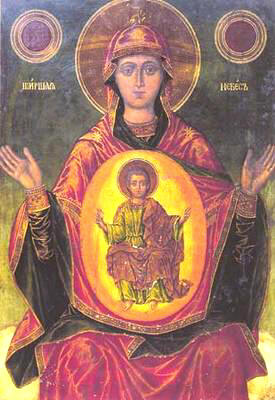
Платитера, Димитр Молеров, Троицкая церковь в Банско
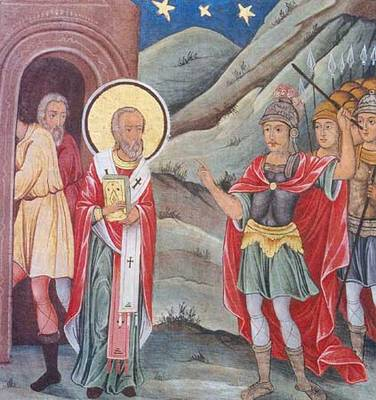
Сцена из жизни Святого Николая, Димитр и Симеон Молеров, Рильский монастырь

### Самоковская школа
В горном городке Самоков в XVIII в. зародилась одна из ведущих художественных школ болгарского Возрождения. Мастера живописи, гравёры, иконописцы и резчики Самокова оставили след своего творчества на стенах десятков церквей и монастырей. Они стали основоположниками светской живописи.
В конце XVIII в. художник Христо Димитров, основавший в Самокове частную художественную школу, попытался обогатить творчество церковных мастеров достижениями европейского искусства. Христо Димитров считается основателем Самоковской художественной школы и является родоначальником самого большого и значительного рода художников — рода Доспейских, название которого произошло от села Доспей, родного села Димитрова. Художественное ремесло он начал осваивать на горе Афон в Греции. Позже он отправился в Австрию, где пополнил свой художественный багаж. Его иконы находятся в Самоковской митрополичьей церкви. Христо Димитров был отцом двух достойных сыновей, которые превзошли его в художественном мастерстве. Димитр Христов Зограф и Захарий Христов Зограф.
Димитр Христов Зограф (1795-1860 гг.) был мастером икон и фресок, он передал своё мастерство своим сыновьям Зафиру (Станиславу), Николаки, Захари и Иванчо. Самый известный из его сыновей — Станислав Доспевский (1823—1878 гг.), который стал первым художником в Болгарии получившим академическое образование. Он обучался в Московской школе живописи, скульптуры и архитектуры, а затем в Императорской академии художеств в Санкт-Петербурге. К его работам относятся портреты болгар эпохи болгарского Возрождения.
Крупнейшим среди последователей Димитрова был его младший сын Захарий Зограф(1810—1853 гг.). Он является символом Самоковской школы и болгарского Возрождения. За свою жизнь он писал иконы по всей Болгарии, проявив необычайную смелость, воплотив образы и нравы своих современников в религиозных фресках. Его иконы и фрески украшают представительные храмы в Пловдиве, Копривштице, Велесе, Штипе. Одна из самых интересных композиций в его творчестве — икона Христа Великого Святителя и Двенадцати Апостолов (1849 г.), созданная для Плаковского монастыря. Автор фресок в Бачковском, Рильском, Троянском и Преображенском монастырях. Своеобразным пиком его творчества является роспись притвора Великой Лавры св. Афанасий на Афоне. Он признан создателем болгарской светской живописи.

Ещё одна знаменитая семья представителей данной школы — это Образописовы. Эта фамилия связана с Иваном Образописовым (1795-1854 гг.) и его сыном Николой Образописовым (1828-1915 гг.). Иван Образописов написал иконы «Св. Богородицы» в Копривштице (1838), «Рождество Христово» в Пироте (1843), «Святые Константин и Елена», и др. Творческое наследие Николы Образописова более масштабно, чем у его отца. Его работы украшают различные храмы в Западной Болгарии, Эдирне, Море, Македонии и Боснии. В 1874—1875 гг. он написал 22 иконы для церкви «Св. Константина и Елены», расписал церковь «Св. Николая» в 1858 г. и женский рильский монастырь «Орлица» в 1863 г.

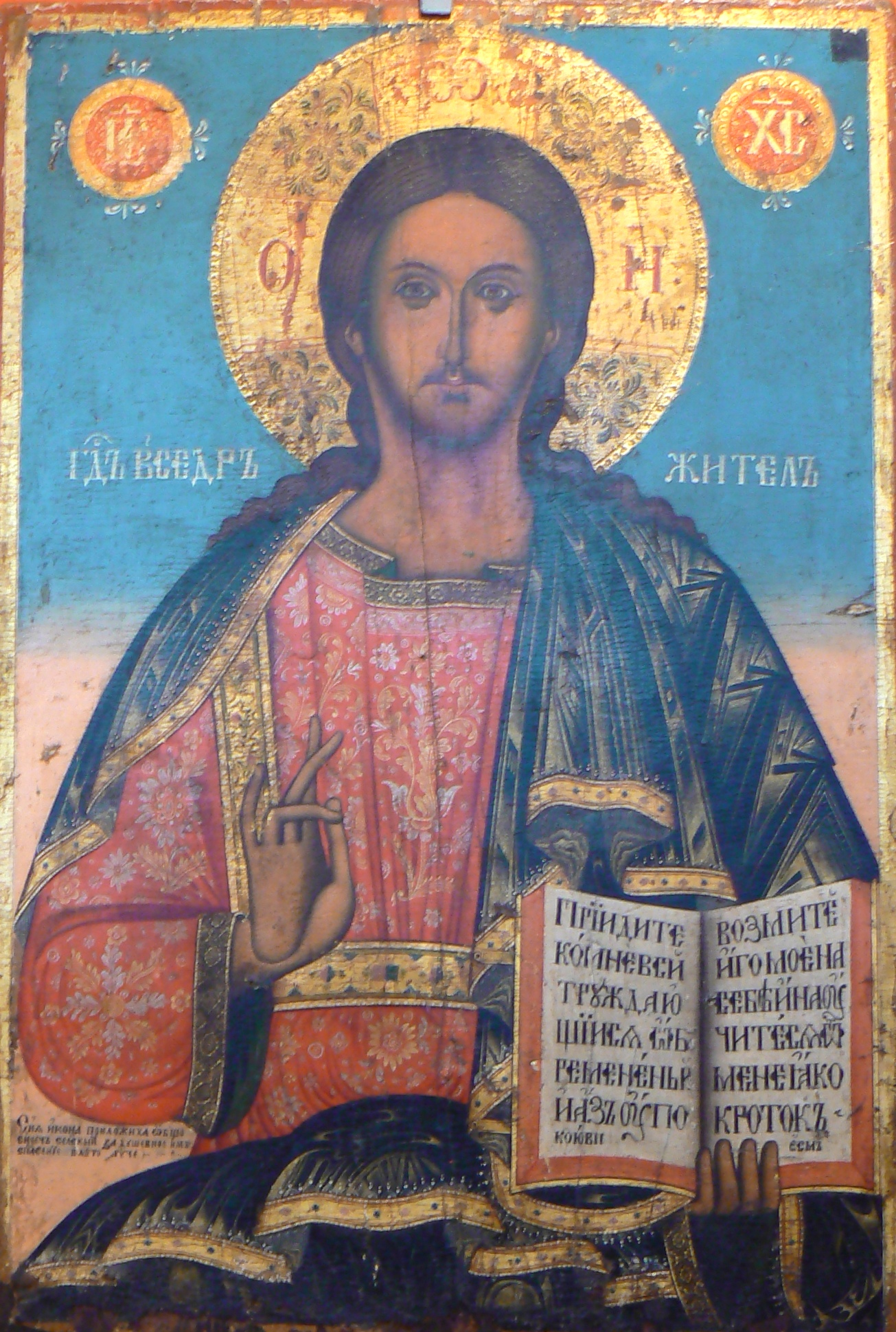
Икона Иисуса Христа Пантократора, Христо Димитров, выставка Исторического музея в Самокове, Болгария
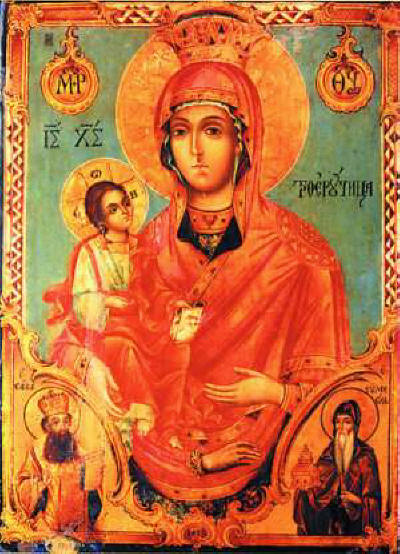
Икона Божией Матери «Троеручицы», Димитр Христов Зограф
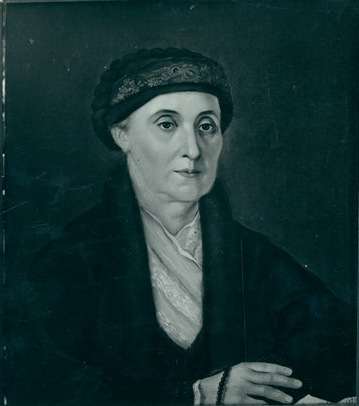
Портрет Елизаветы В. Чалковой, Станислав Доспевский
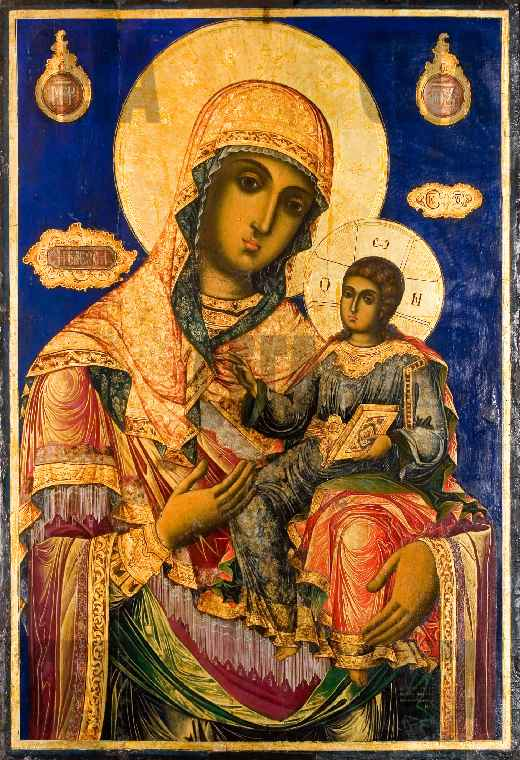
Богородица с младенцем, Захарий Зограф, алтарь Михайловской церкви Долнобешовицкого монастыря,
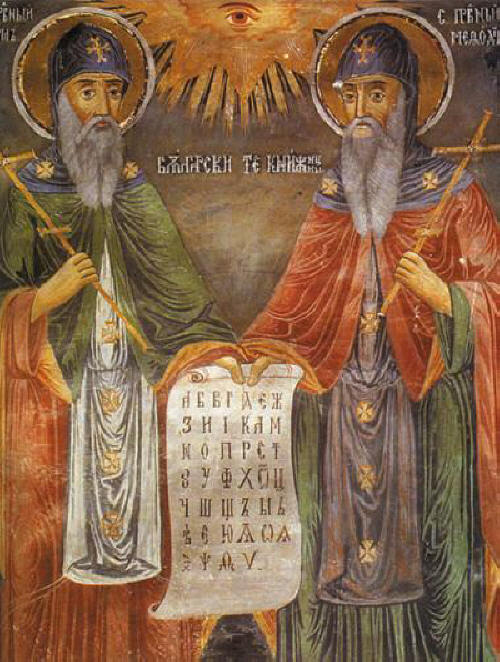
Икона Св. Кирилла и Мифодия, Захарий Зограв, Троянский монастырь
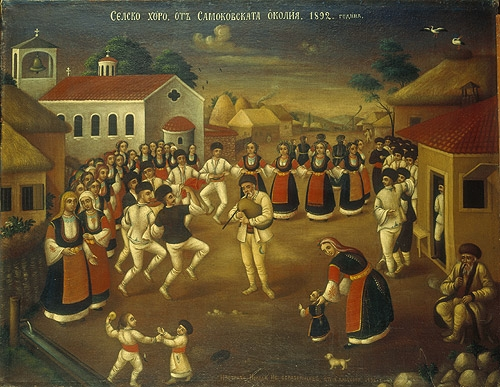
Деревенский танец в Самоковском районе, Никола Образописов

В период Возрождения были и художники, не связанные напрямую ни с одной из трёх школ живописи. Среди них особо выделяются Иоан Попович из Елены, Христо Энчев из Копривштица, Пенчо Хаджи Найденов из Трояна, Никола Василев из Шумена. Подписи этих мастеров стоят под ценными образцами церковного искусства, сохранившимися до наших дней в церквях, музеях, галереях и частных коллекциях